# Сосна (зенитный ракетный комплекс)
«Сосна» (экспортная версия) — российский зенитный ракетный комплекс (ЗРК) ближнего радиуса действия для защиты войсковых подразделений от нападений с воздуха в любых видах боя, в том числе во время марша, разработанный в акционерном обществе (АО) «КБ точного машиностроения им. А. Э. Нудельмана» как преемник ЗРК «Стрела-10М3».
ЗРК «Сосна» способен эффективно действовать в составе батареи под управлением различных типов старых, современных и перспективных батарейных командных пунктов, наиболее предпочтительный из которых — ППРУ «Сборка-М1-2» (9С80М1-2).

## История
В 1990-х годах академик РАН А. Г. Шипунов выдвинул идею создать замену ЗРК «Стрела-10» облегчённой конструкции, внедрением оптико-электронной системы управления с лазерным наведением и уменьшенной стоимостью, разработкой которого занялось АО «КБ точного машиностроения им. А. Э. Нудельмана».
При разработке ЗРК преследовалась цель обеспечения большего боевого потенциала с увеличенной живучестью во время боя и, таким образом, сформированы следующие принципы построения:
- В основе комплекса находится высокоточная зенитная управляемая ракета 9М340;
- Система управления ракетой — телеориентированная в лазерном луче (после отделения двигателя и вывода ракеты на линию визирования);
- Достижение высокой эффективности ракеты за счёт короткого полётного времени до цели, высокой точности наведения (лазерная система) и применения неконтактно-контактного лазерного взрывателя с непрерывной круговой диаграммой;
- Внедрение новой многоканальной автоматической почти всепогодной и круглосуточной помехозащищённой оптико-электронной системы управления (ОЭСУ) вооружением;
- Использование автоматического и полуавтоматического режимов наведения[2][4].

Впервые ЗРК продемонстрирован в июне 2013 года на открытом мероприятии в Военной академии войсковой противовоздушной обороны в Смоленске на конференции по вопросам развития ПВО сухопутных войск среди образцов новой техники.
По результатам предварительных испытаний из состава аппаратуры ЗРК была исключена командная радиолиния; бывший канал «пеленгации ЗУР» стал выполнять роль тепловизионного канала поиска (обнаружения) цели. Был разработан более удобный пульт управления.
В августе 2018 года ЗРК (на шасси МТ-ЛБ) был продемонстрирован на Международном форуме «Армия-2018» в подмосковной Кубинке.
К апрелю 2019 года ЗРК успешно прошел государственные испытания, в ходе которых было увеличено поле зрения «пеленгационного» канала, что позволяет вести самостоятельное обнаружение целей в секторе ответственности, задаваемом одному ЗРК.
В июне 2019 Минобороны России приняло решение о принятии ЗРК на вооружение. На форуме «Армия-2019» был выставлен образец, демонстрирующий размещение боевого модуля ЗРК на шасси БМП-3, а на форуме «Армия-2021» — на шасси БТР 82А. Кроме того, внутри БТР был установлен выносной пульт, с которого образец на шасси МТ-ЛБ управлялся дистанционно.
Предполагается, что в ходе подготовки к серийному производству в состав аппаратуры ЗРК будет внесен ряд новых изменений.

## Описание конструкции
Сосна на МВТФ «Армия-2021».
ЗРК включает две боевые части (общая масса 7 кг) — бронебойного (при прямом соударении с целью) действия и осколочно-стержневого (для неконтактного подрыва) — и лазерный неконтактно-контактный взрыватель с комбинированной системой управления. Основой для машины указывается многоцелевое легкобронированное шасси МТ-ЛБ, при этом элементы ЗРК могут быть установлены как на колёсное, так и на гусеничное шасси, возможна установка на кораблях и на стационарной основе на берегу, при этом несущим платформам предъявляется одно требование — их грузоподъёмность должна быть не менее 4 тонн. В качестве примеров можно привести БМП-3, БМД-4, БТР-82.
Комплекс может работать в двух режимах: автоматическом (когда оператор не принимает участия) и полуавтоматическом (системой управляет оператор, но многие процессы автоматизированы), что предпочтительнее в сложной обстановке.
Ракетное вооружение ЗРК размещено в пусковой установке на гиростабилизированной платформе, где также расположено такое оборудование, как теле- и две тепловизионные оптические системы, лазерный дальномер, аппаратура управления ракетой.
В ходе поиска и сопровождения цели ЗРК почти ничего не излучает (исключения: опознавание с помощью с НРЗ, радиосвязь с вышестоящим абонентом и внутри батареи), что усложняет его обнаружение; после пуска ЗУР управление ведётся только по лазерному лучу. При желании базовую машину ЗРК можно оснастить средствами снижения визуальной или тепловой заметности.

### ТТХ
- Вооружение: 12 шт. ЗУР 9М340[3]
- Масса ракеты в полёте (в ТПК), кг: 30 / 42[4] (28 / 38[9])
- Калибр до и после разделения ракеты, мм: 130 / 72[4]
- Максимальная скорость ракеты, м/с: 900[4]
- Максимальная перегрузка, g: 40[9]
- Система наведения: лазерная лучевая[4]
- Зоны поражения, км:
  - по дальности:1,3—10,0[4][9]
  - по высоте : 0,002—5,0[4][9]
- Круглосуточность применения: обеспечивается[3][4]
- Время:
  - реакции (от момента обнаружения цели): 5—8 с[4]
  - перезарядки, мин.: 10,0[4] (12,0)
- Режимы работы: автономный и при централизованном управлении[3][4]
- Угол наведения:
  - горизонтального: вкруговую;
  - вертикального: от −5 до +82 °
- Экипаж: 2 человека[1][3] — оператор и водитель.

### Основные характеристики оптико-электронной системы управления
- Режимы работы: автоматический, полуавтоматический
- Обнаружение цели: по внешнему целеуказанию, секторный поиск
- Максимальная угловая скорость, град./c: 50
- Максимальное угловое ускорение, град./с2: 150
- Поле зрения (узкое/широкое), град.:
  - телевизионная система: 2,0 х 3,0 / 6,5 х 9,0
  - тепловизионный канал: 1,67 х 2,5 / 8,0 х 12,0
  - «пеленгационный» канал: 30 х 40
- Дальность взятия на автосопровождение целей (при МДВ = 15 км, р = 80 %), км:
  - самолёты: 16—30
  - вертолёты: 10—14
  - крылатые ракеты: 8—12
  - наземные бронированные объекты: 8
- Точность (СКО):
  - стабилизации, мрад: 0,07
  - определения координат, мрад: 0,2
  - определения дальности, м: 5,0
  - наведения лазерного дальномера, мрад: 0,1
  - наведения информационного поля ЛЛКУ, мрад: 0,08—0,12[2].

## Достоинства машины
- большая результативность применения в бою как по высокоскоростным, так и низколетящим целям (включая вертолёты на подскоке и БПЛА);
- управляемый уровень автоматизации процесса работы в бою;
- возможность работы в бою круглосуточно и в тяжёлых метеоусловиях;
- незаметный процесс приготовления к стрельбе и отличная живучесть;
- нет ограничений минимальной высоты для поражения летящей цели, возможно уничтожение наземной легкобронированной техники;
- отсутствие чувствительности к применяемым противником радиолокационным и оптическим средствам подавления;
- ведение стрельбы не только с места или с коротких остановок, но и в движении[3][4][9];
- незаметность полета ЗУР для средств защиты обстреливаемого летательного аппарата;
- относительно невысокая стоимость как боевой машины ЗРК, так и ЗУР.